# Episodi di Amiche nemiche (serie televisiva 1995) (seconda stagione)
La seconda stagione della serie televisiva Amiche nemiche è stata trasmessa in anteprima in Germania dalla ZDF tra il 19 marzo 1996 e il 11 giugno 1996.
| nº | Titolo originale      | Titolo italiano | Prima TV Germania | Prima TV Italia |
| -- | --------------------- | --------------- | ----------------- | --------------- |
| 1  | Fuchsteufelswild      |                 | 19 marzo 1996     |                 |
| 2  | Unter Verdacht        |                 | 26 marzo 1996     |                 |
| 3  | Star-Allüren          |                 | 2 aprile 1996     |                 |
| 4  | Wutentbrannt          |                 | 9 aprile 1996     |                 |
| 5  | Schockiert            |                 | 16 aprile 1996    |                 |
| 6  | Dunkle Vergangenheit  |                 | 23 aprile 1996    |                 |
| 7  | Attacke               |                 | 30 aprile 1996    |                 |
| 8  | Belastungsprobe       |                 | 7 maggio 1996     |                 |
| 9  | Kind und Karriere     |                 | 14 maggio 1996    |                 |
| 10 | Frauensache           |                 | 28 maggio 1996    |                 |
| 11 | Freundschaftsbeweis   |                 | 4 giugno 1996     |                 |
| 12 | Der Mann aus Montauk  |                 | 11 giugno 1996    |                 |
| 13 | Fünf Sterne für Marie |                 | 11 giugno 1996    |                 |